# کیتی برک
 کیتی برک (انگلیسی: Kathy Burke؛ زادهٔ ۱۳ ژوئن ۱۹۶۴) هنرپیشه، کمدین، نمایش‌نامه‌نویس و کارگردان تئاتر اهل انگلستان است. وی از سال ۱۹۸۲ میلادی تاکنون مشغول فعالیت بوده‌است. از فیلم‌هایی که وی در آن نقش داشته است، می‌توان به الیزابت، سید و نانسی و بندزن خیاط سرباز جاسوس اشاره کرد.

## جوایز
- کاندیدای بفتای بهترین بازیگر نقش مکمل زن برای فیلم نکبت در سال ۱۹۹۷